# Porothamnium gymnopodum
Porothamnium gymnopodum är en bladmossart som beskrevs av Fleischer 1908. Porothamnium gymnopodum ingår i släktet Porothamnium och familjen Neckeraceae. Inga underarter finns listade i Catalogue of Life.